# Natural spirit
«Natural spirit» — український фолк-симфонік колектив із міста Чернігів започаткований 1997-го року. Під сучасною назвою відомий з 1999-го, стилістика і тексти характерні паган-металу: дохристиянство та історичні традиції, патріотизм.

## Літопис
1997-го у Чернігові Олег Кирієнко взяв участь у створенні колективу «Sauron», що на початку 1999-го розпався на «Fangorn» та «Son of Earth». Останній виконував симфо-блек. Невдовзі Кирієнко його полишає для участі у сайд проекті «Spellcraft», присвячений рідновірству та історії Русі, котрий невдовзі і було перейменовано на «Natural Spirit».
У 1999 році лейбли «The Flaming Arts» (Білорусь) та «Moon Records», за сприяння Ігора Прігоровського, на MC видають дебютник колективу «Star Throne» (рос. Звёздный трон) у котрому переважав «мелодійний» блек метал. Незабаром, на підтримку матеріалу, відбулося турне разом зі «Skyforger», «Behemoth» та «Gods Tower».
Після виступів NS полишають Влад Стеченко (2001) і Ярослав Смолко (весна 2002) що призводить до півторарічного анабіозу. У жовтні 2003-го збирається оновлений склад: до засновників Кирієнка та Сенькова приєднуються Андрій Моїсеєнко (бас), Олена Білик (клавішні) та Василь Реберг (гітара). Навесні 2004-го Сергій Кириченко займає місце Василя Реберга. У вересні того ж року обмеженим тиражем видається черговий альбом «Русколунь», який після укладання конткракту з «More Hate» взимку 2005 було перевидано. Приблизно в той же час (весна-літо 2005) Білик, Моїсеєнко і Кириченко полишають колектив. У червні 2005-го повертається Смолко, а також приходять Сергій Власов (клавішні) і Юлія Шевчук (вокал). З новим складом було здійснено виступи на «Metal Heads Mission 2005» (Євпаторія), «Shake Your Head Fest» (Київ).
У 2006 році фронтмен переїжджає до Києва що призводить до розпаду колективу. У столиці, восени 2006 року, Кирієнко познайомився з Вадимом Мущенко котрий на той час був діджеєм, і володів технікою гри на бас гітарі, заєдно працюючи звукорежисером на студії Kiev Post Production. З листопада на цій студії вони разом починають створення третього альбому. Запис вівся за відсутності достатнього фінансування. Було створено близько 20 нових композицій, з яких вісім увійшли до нового альбому, інші чотири, були написані раніше. Невдовзі до NS приєднався Іван Попов (клавішні) і Катерина Прищепа (вокал), та ще двоє виконавців — Данило Коморник (гітара) та Андрій Гончаренко (ударні) які узяли участь у кількох концертах. Мастеринг здійснив Ілля Іващенко. На початку 2008 року Гончаренко полишає гурт для розвитку власного проекту. Його змінив Олександр Ганжа. Альбом «Сита Роса» видано наприкінці 2008 року відразу на двох лейблах: «Storm Spell» та «Sound Age».
2011-го на «Storm Spell» випущено черговий альбом «Ціна свободи». Склад знов було оновлено: у записі брали участь Микола Нежура (ударні) та Володимир Овчаров (екс-Sunrise, гітара). На вокал запрошено Антоніну Вінник. Сам диск вирізнявся збільшеною часткою україномовних пісень, єдну з котрих («33») було написано за мотивами роману «Жовтий князь». 2012-го було озвучено підготовку до створення наступного, котрий окрім попередньої стилістики мав містити елементи блек-ембієнту.

## Дискографія

### Демо, сингли
- «Зброя» (сингл, 2014)

### Альбоми
- «Star Throne / Звёздный Трон» (MC, 1999)
- «Русколунь» (2004)
- «Сита Роса» (2008)
- «Ціна свободи» (2011)
- «Під Серпом Часу» (2020)